# Flagelliphantes sterneri
Flagelliphantes sterneri is een spinnensoort in de taxonomische indeling van de hangmatspinnen (Linyphiidae).
Het dier behoort tot het geslacht Flagelliphantes. De wetenschappelijke naam van de soort werd voor het eerst geldig gepubliceerd in 1994 door Kirill Yuryevich Eskov & Yuri M. Marusik.